# Rubus arcticus
El té noruego (Rubus arcticus) es una especie de plantas del género Rubus.

## Distribución y hábitat
Rubus arcticus arcticus (L.) se encuentra de un modo natural en el hemisferio norte, en las  regiones subárticas (en los países nórdicos, Estonia, a lo largo del norte de Rusia hasta Alaska). R. arcticus acaulis (Michx. Focke) se encuentra en las dos orillas del estrecho de Bering, a lo largo de Alaska y del norte de Canadá. Rubus arcticus stellatus ((Sm.) B.Boivin) se encuentra en las dos orillas del estrecho de Bering y en las islas Aleutianas.
Se desarrollan en pantanos, en prados húmedos, también en áreas quemadas o despejadas.